# 花ちりめん
『花ちりめん』（はなちりめん）は、1989年4月3日から9月29日までの月曜日～金曜日に放送された、読売テレビ制作の帯ドラマ（朝の連続ドラマ）である。読売テレビでは午前8時30分～8時55分（JST）に放送、日本テレビでは午前10時00分～10時25分に放送されていた。

## キャスト
- 高樹沙耶（現・益戸育江）
- 国広富之
- 田中隆三
- 片桐光洋（現・嘉島典俊）
- 永光基乃
- 綿引勝彦
- 高津住男
- 藤岡琢也
- 香山美子
- 三ツ矢歌子
- 加賀千景
- 野口五郎
- 正司歌江
- 山村聰
- 白都真理
- 園佳也子
- 井上博一
- 富士原恭平
- 林美穂

## スタッフ
- 原作：柿崎明彦
- 脚本：秋田佐知子、鈴木生朗
- 演出：窪川健造、渡邊範雄、冨塚博司
- 音楽：竹田由彦

## 主題歌
- 「女の山河」（歌：石川さゆり）
  - 作詞：なかにし礼／作曲：三木たかし／編曲：川口真

## 関連書籍
角川文庫版 柿崎明彦原作
- 花ちりめん（上）ISBN 978-4041752012
- 花ちりめん（下）ISBN 978-4041752029

| よみうりテレビ 朝の連続ドラマ | よみうりテレビ 朝の連続ドラマ | よみうりテレビ 朝の連続ドラマ |
| 前番組                        | 番組名                        | 次番組                        |
| ----------------------------- | ----------------------------- | ----------------------------- |
| 吉野物語                      | 花ちりめん                    | 京一輪                        |